# Cuisine arlésienne et camarguaise

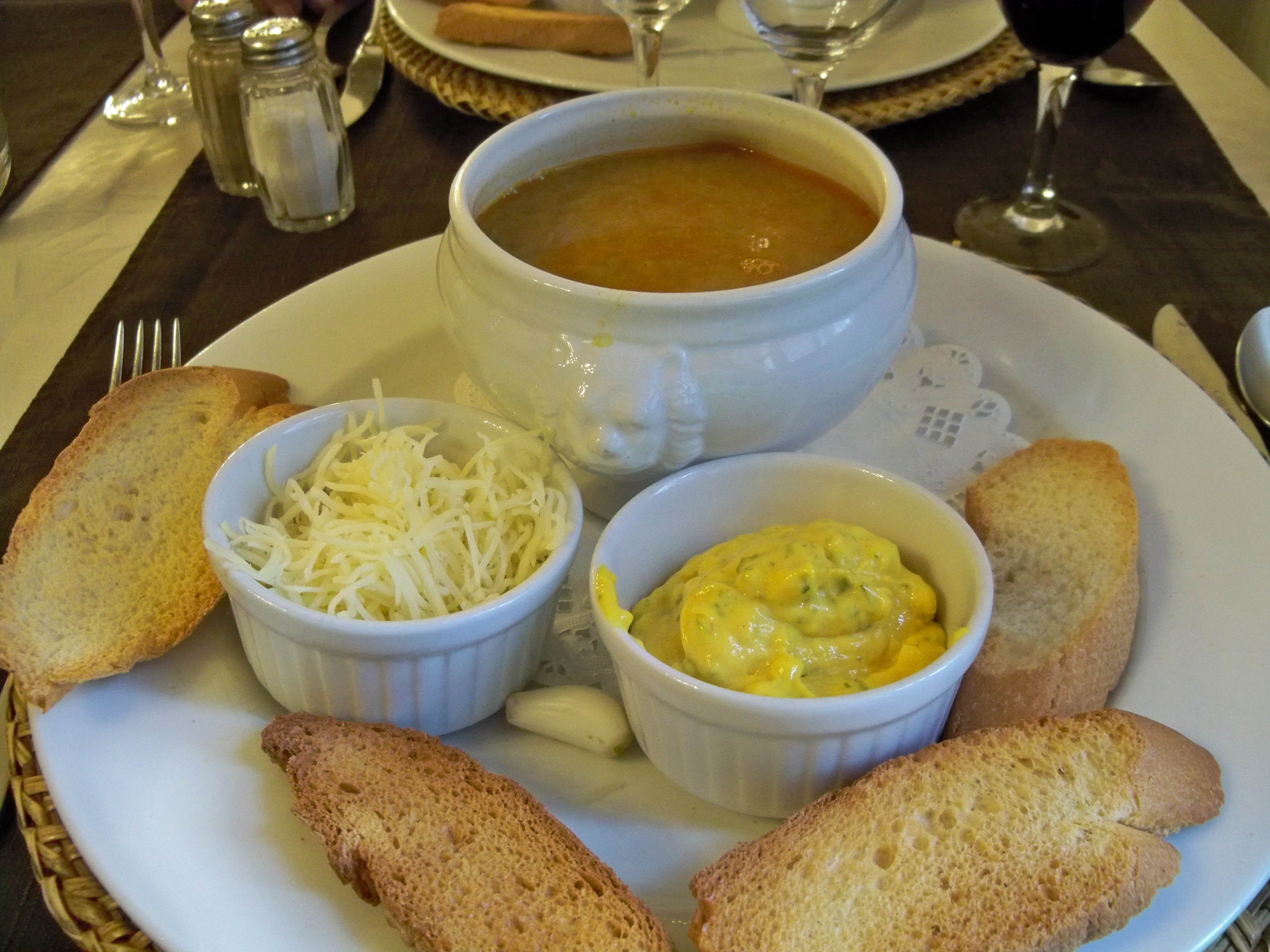
Soupe de poissons en Camargue

Les cuisines arlésienne et camarguaise sont très tôt influencées par leur environnement, le delta du Rhône. La cuisine camarguaise, notamment, à longtemps évolué en vase clos, sur les produits du terroir. Elle n'en a pas moins évolué au cours des siècles suivants, en particulier avec l'arrivée des produits comestibles du Nouveau Monde, l'apport de la culture du riz de Camargue, et l'élevage taurin.

## Pain

### Fougasse

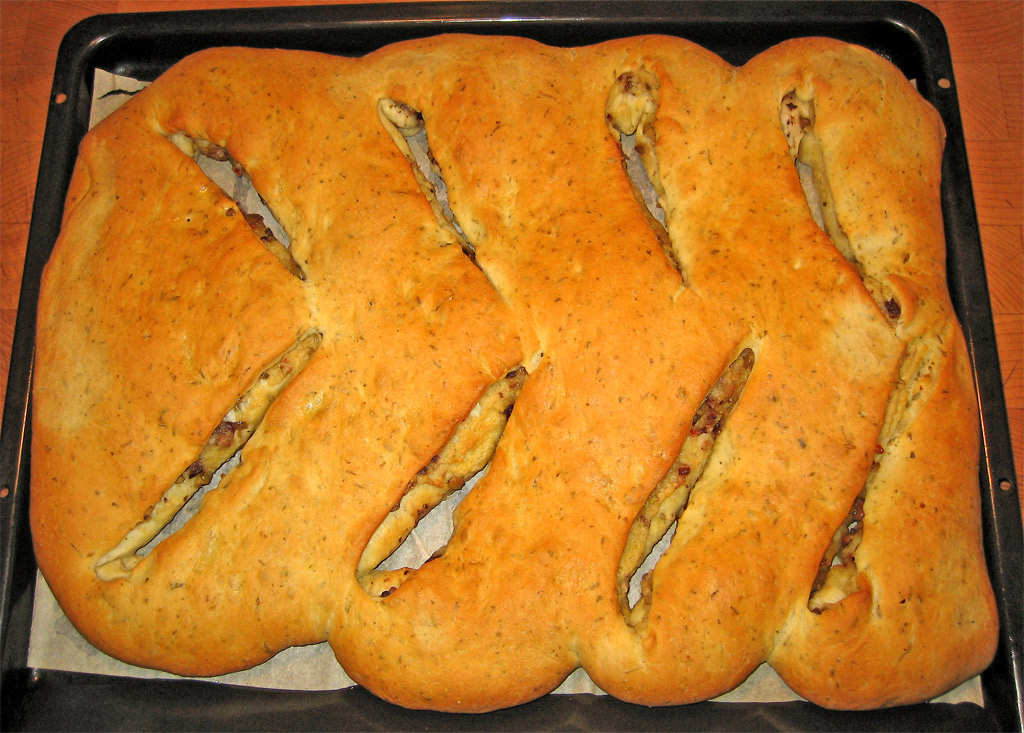
Fougasse traditionnelle

La fougasse est un pain provençal. Le nom trouve son origine dans le latin panis focacius, un pain plat cuit sur un foyer ou sous les cendres d'un feu. Elle se décline de différentes façons, d'un pain (biscuit) très fin à une sorte de pizza.
Elle est assez plate, souvent sculptée à la préparation pour former plusieurs branches. Il existe une extrême diversité des fougasses, chaque région provençale, ville ou même chaque famille ayant sa propre recette. La plupart des fougasses sont salées, elles peuvent être agrémentées de divers ingrédients (olives, lardons, anchois, fromages) qui peuvent être soit mélangés à la préparation soit déposés à la surface du pain avant cuisson. Mais on trouve aussi la fougasse d'Aigues-Mortes, qui est sucrée, et la fougassette de Grasse, qui est légèrement briochée et aromatisée à la fleur d'oranger.

### Pain de Beaucaire
Bien que située sur la rive droite du Rhône, Beaucaire, siège d'une sénéchaussée et, jusqu'au début du XIXe siècle, d'une des plus grandes foires d'Europe, a popularisé un pain spécial, le pain de Beaucaire. Ce pain au levain, fendu en son milieu dans le sens de la largeur, est particulièrement apprécié en Provence. Fabriqué depuis le XVe siècle, il se caractérise par une mie très alvéolée et a l'avantage de se conserver sans durcir à la différence du pain viennois, préparé à la levure de bière. Ce pain de ville mettait moins de temps à lever et sa fabrication était adaptée à une journée de huit heures.

## Soupes

### Soupe courte arlésienne
Cette soupe est basée sur le principe des potées, avec une cuisson de viande et de légume, dont la viande sert de plat principal. Elle est composée de mouton (côtelettes, épaule, collier), cuisiné avec du riz de Camargue, agrémentée d'huile d'olive, d'oignon, d'ail, de carottes et d'épices. Cette soupe, très épaisse, est servie séparément de la viande qui est accommodée de sauce tomate.

### Soupe de poissons d'Arles

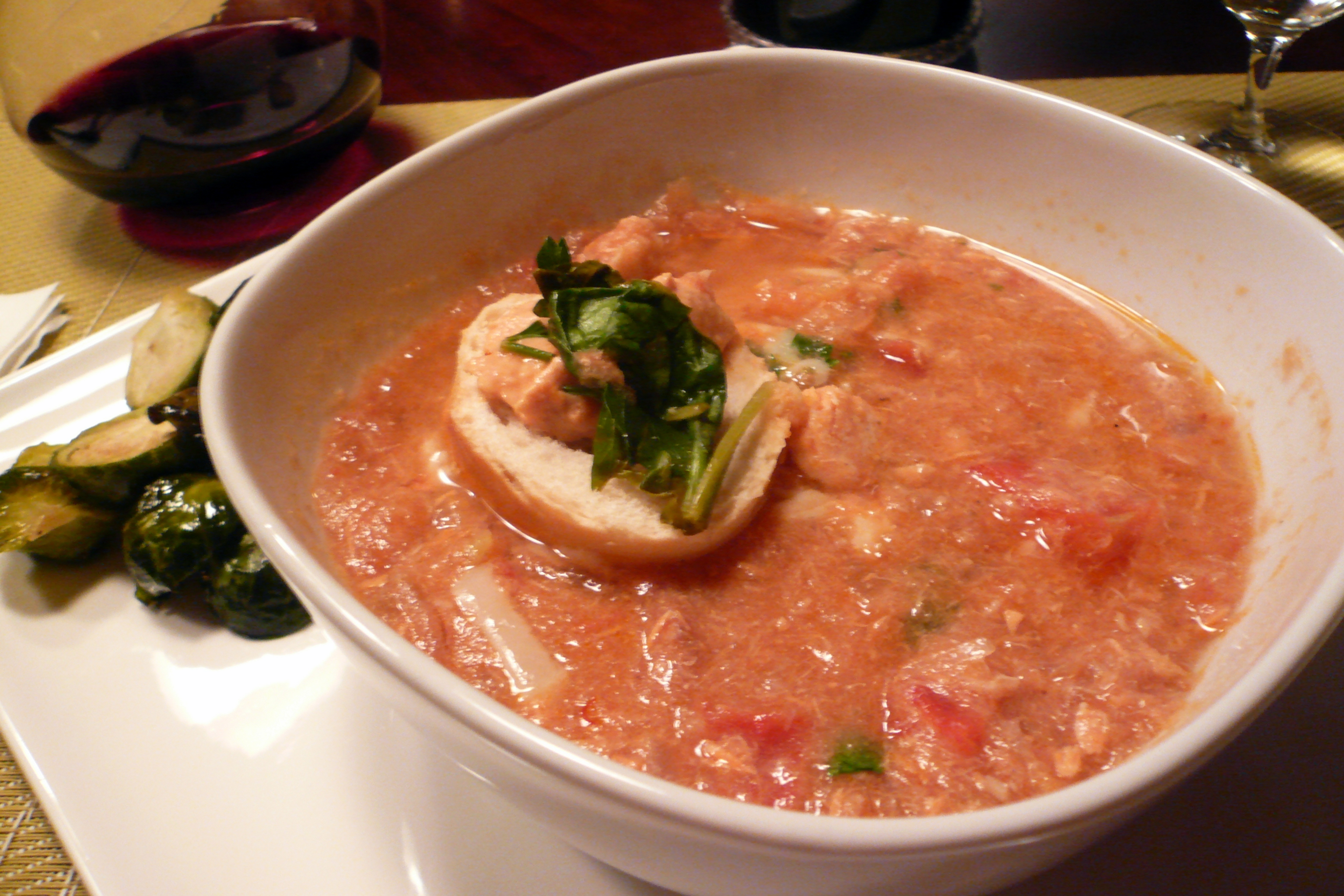
Soupe de poisson avec sa rouille

C'est une soupe de poissons de roche (rascasse, baudroie, congre, rouget…), comme la bouillabaisse, mais il y est mêlé des poissons de l'étang de Vaccarès. Avant, c'était le Rhône qui les fournissait mais, désormais, cette pêche est interdite à cause des rejets toxiques faits dans le fleuve par les industries situées en amont.
Dans cette soupe, poissons, légumes (tomates, pommes de terre) et bouillon peuvent être servis ensemble ou séparément. La soupe de poissons arlésienne s'accompagne de croûtons frottés à l'ail et nappés de sauce (rouille ou aïoli).

### Soupe de tellines
La Camargue se tourne vers sa façade maritime pour cette soupe de coquillages. Agrémentée de poissons blancs et de pommes de terre, elle est assaisonnée d'huile d'olive, d'herbes de Provence, d'ail et de pastis. Dans cette recette, les tellines restent en coquille, comme les moules marinières. Elle peut être servie en accompagnement d'un pistou.
Sur les côtes méditerranéennes, ce coquillage se pêche d'octobre à mai.	Il s'accorde avec du vin blanc sec comme un calvados, un pays-d'oc, un aude[Lequel ?], un haut-poitou ou encore un côtes-de-thongue.

## Charcuteries

### Saucisson d'Arles
En 1655, le charcutier arlésien Godart introduisit à Arles, une recette de saucisson et créa le saucisson d'Arles, ou sosisol, qu'il commercialisa jusqu'à Paris. Actuellement, ce sont deux charcutiers qui continuent la tradition : Alazard et Roux, à Tarascon et les fils d'Édouard Giraud, à Montfrin.
C'est un mélange de viande maigre d'âne, de porc et de bœuf, de gras de porc, de sel et de différentes épices. De forme cylindrique gris rose, et d'un poids de 300 grammes environ, il a une longueur de 15 à 20 centimètres, pour un diamètre variant entre 4 et 5 centimètres.

## Légumes

### Carde
Ce légume d'hiver est une composante incontournable du gros souper. La carde ou cardon est apparentée à l'artichaut.

## Céréales

### Riz de Camargue

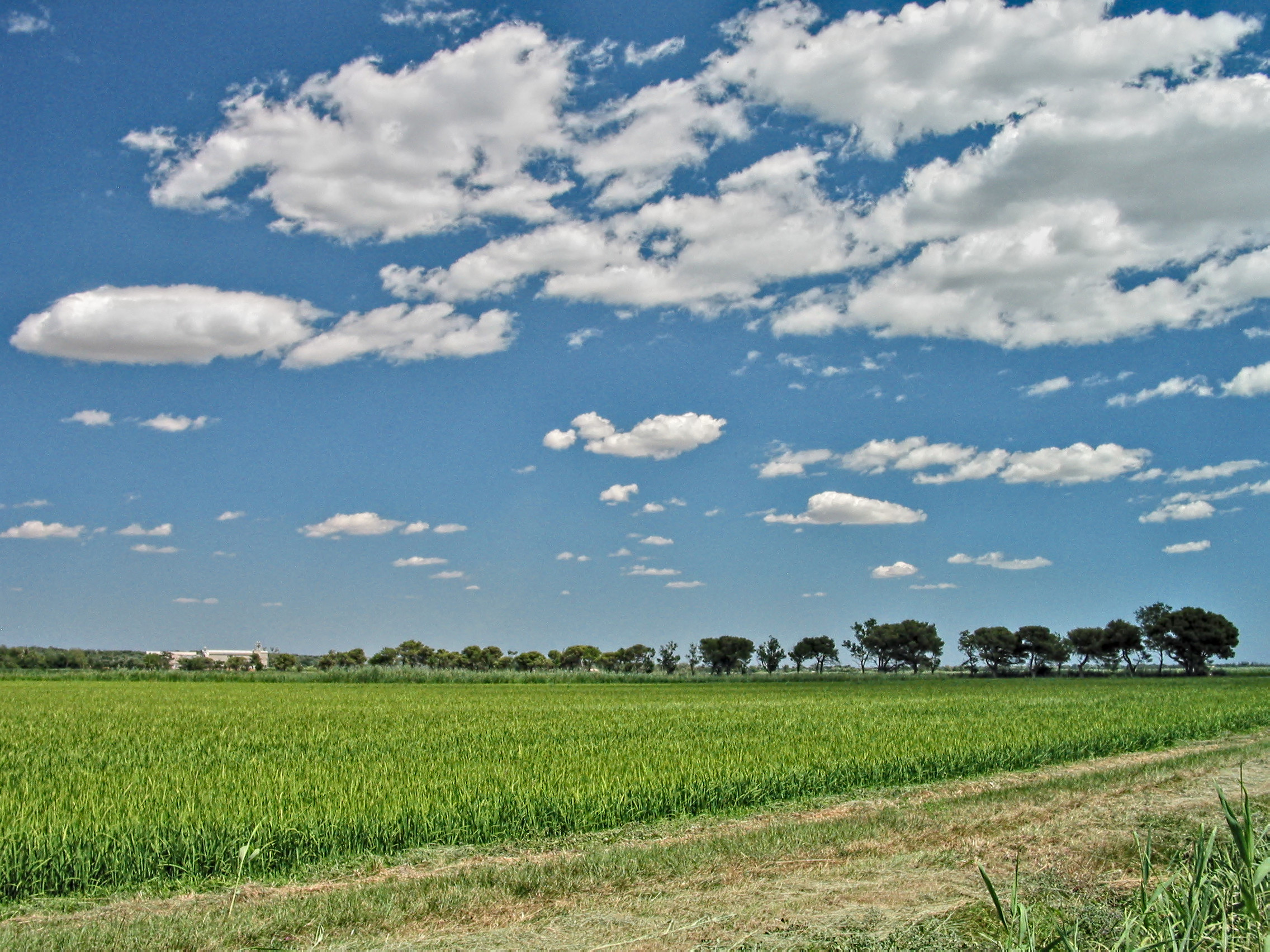
Rizière en Camargue

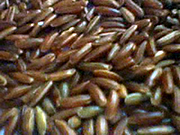
Riz rouge complet de Camargue

Dès le XIIIe siècle, les rizières s'installent en Provence, et principalement en Camargue. Henri IV y développa la culture du riz dès la fin du XVIe siècle, ainsi que celle de la canne à sucre et de la garance. L'endiguement du Rhône permit l'apport massif d'eau douce à la fin du XIXe siècle et donna un nouvel essor à cette culture. Dans les années 1940, lors de la Seconde Guerre mondiale, le riz camarguais devint un élément essentiel de la nourriture, le trafic maritime avec les colonies étant coupé.
Puis le plan Marshall finança d'importantes infrastructures hydrauliques, qui permirent une riziculture intensive. L'eau est pompée dans le Rhône puis envoyée dans de grands canaux, vers quelques propriétés qui partagent les frais d'entretien. Elle est ensuite distribuée par d'innombrables petits canaux — les porteaux — aux rizières. Le riz rouge de Camargue est un riz complet, dont le péricarde est teinté par mutation naturelle d'un rouge foncé. Cultivé de façon biologique, sa récolte se fait à pleine maturité pour que son goût subtil et sa texture particulière soient totalement préservés. Il est de plus séché naturellement sous les effets conjugués du soleil et du mistral.
Le riz de Camargue, qui est majoritairement un riz long, bénéficie d'une indication géographique protégée par l'INAO. En 2003, 11 200 hectares étaient consacrés à cette culture sur la commune d'Arles. La production qui oscille autour de 120 000 tonnes par an, représente le 1/20e de celle de l'Europe. Elle est passée de 250 hectares en 1940, à 2 000 hectares en 1947, puis à 20 000 hectares en 1951. Actuellement la riziculture se développe grâce à une nouvelle usine installée par Sud Céréales en 2005.

## Viandes

### Agriade saint-gilloise

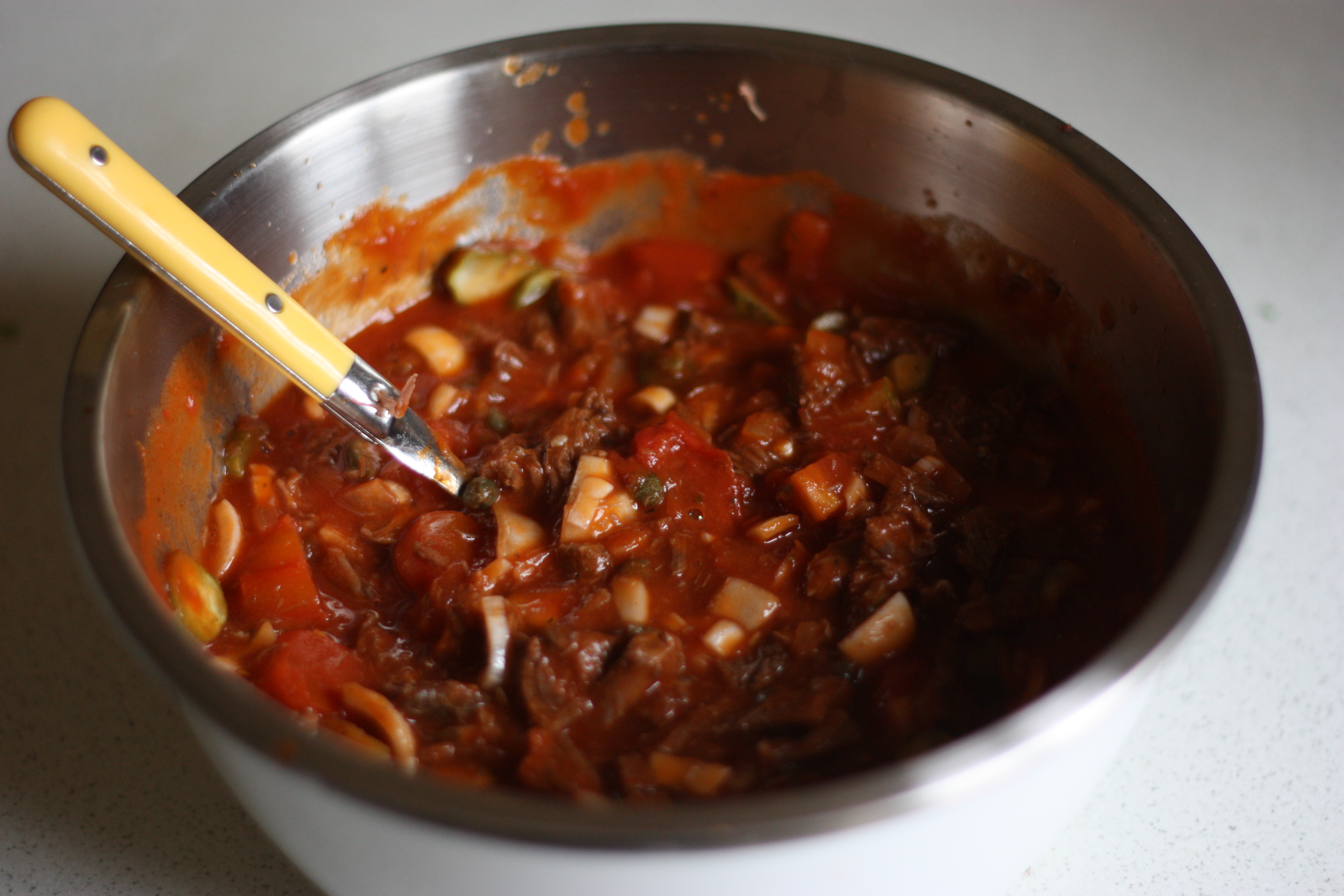
Agriade saint-gilloise

L'agriade saint-gilloise, mets typique de la région de Saint-Gilles et du bas Rhône, n'est pas une grillade revenue à la cocotte. Elle est quelquefois déformée en « aigriade », ou « aigrillade saint-gilloise », le plus souvent en « les grillades saint-gilloises ». C'est un mets traditionnel que les bateliers du Rhône et autres paysans camarguais prenaient comme repas sur leur lieu de travail. Il est préparé à base de paleron et d'oignons, longtemps mitonné, et ce bœuf à la gardianne a l'avantage, comme toute daube, d'être encore meilleur réchauffé. 
Il se compose de paleron coupé en tranche, d'oignons, huile d'olive, câpres, cornichons, anchois, ail et persil. La viande doit d'abord mariner pendant 24 h dans du vin blanc sec et se cuire le lendemain, à feu très doux, pendant 4 à 5 heures. On place sur un fond d'huile d'olive, et par couches, oignons, viande recouverte d'ail, anchois, persil, cornichons et câpres, ainsi de suite. Le tout est recouvert du vin de la marinade. Ce mets s'accompagne de riz de Camargue ou, à défaut, de pommes de terre.

### Broufade

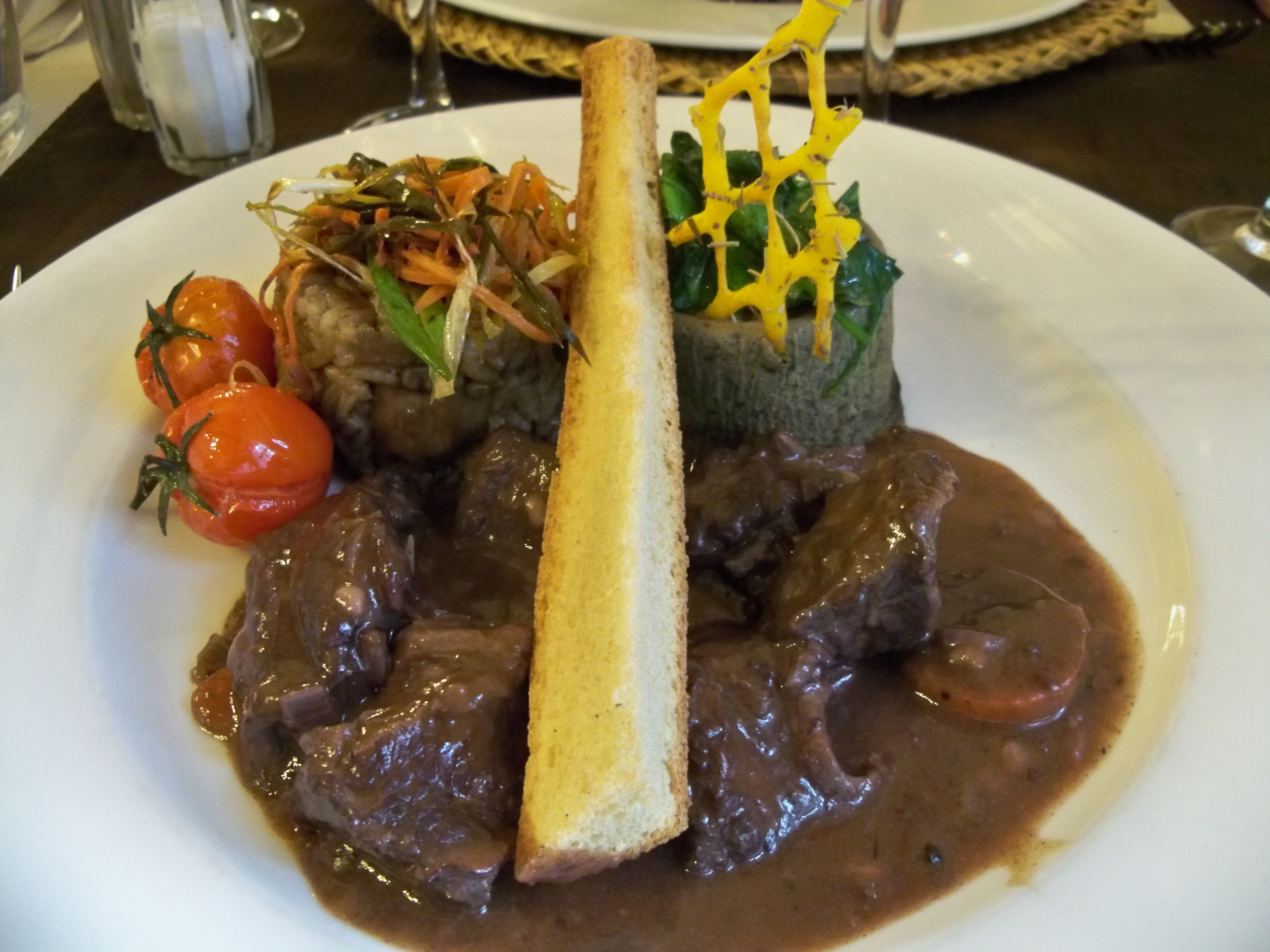
Broufade à Méjannes

La broufade, ou broufado en provençal, est un mets spécifique aux mariniers du Rhône à Arles, qui était consommé dans leur barque. C'est un ragoût de bœuf, longuement mijoté — entre trois et quatre heures — dans la garniture duquel entrent anchois, ail, oignons, câpres et huile d'olive. Il est traditionnellement accompagné de pommes de terre, de carottes, de tomates et de riz.
Ce mets demande une longue préparation. La veille, le bœuf, coupé en morceaux, est mis à mariner dans un mélange d'huile d'olive et de vinaigre, dans lequel a été placé un bouquet garni. À cette marinade, juste avant la cuisson, est ajouté de l'oignon émincé. Le principe ensuite est de déposer sur un fond d'huile d'olive et, par couches successives, oignon et viande. Une heure avant la fin de la cuisson sont rajoutés câpres et filets d'anchois.

### Fricot des barques
Le fricot des barques, mets spécifique aux mariniers du Rhône d'Arles, est une variante de la broufado. La différence essentielle est l'absence de câpres. Le fricot est, lui aussi, traditionnellement accompagné de pommes de terre, de carottes et de tomates. C'est aujourd'hui un mets dominical pour les Arlésiens, et il se trouve inscrit sur la carte des restaurants.

### Gardianne
La gardianne (ou gardiane), gardiano en provençal, est une spécialité d'Arles et de la Camargue. C'est un ragoût à base de viande de taureau ou d'épaule de mouton, aromatisé au thym et à la sauge, qui est longuement mijoté avec des pommes de terre dans l'huile d'olive. L’ajout de chocolat noir dans la préparation du plat, afin d’épaissir la sauce notamment, en est une caractéristique fondamentale.

### Taureau de Camargue

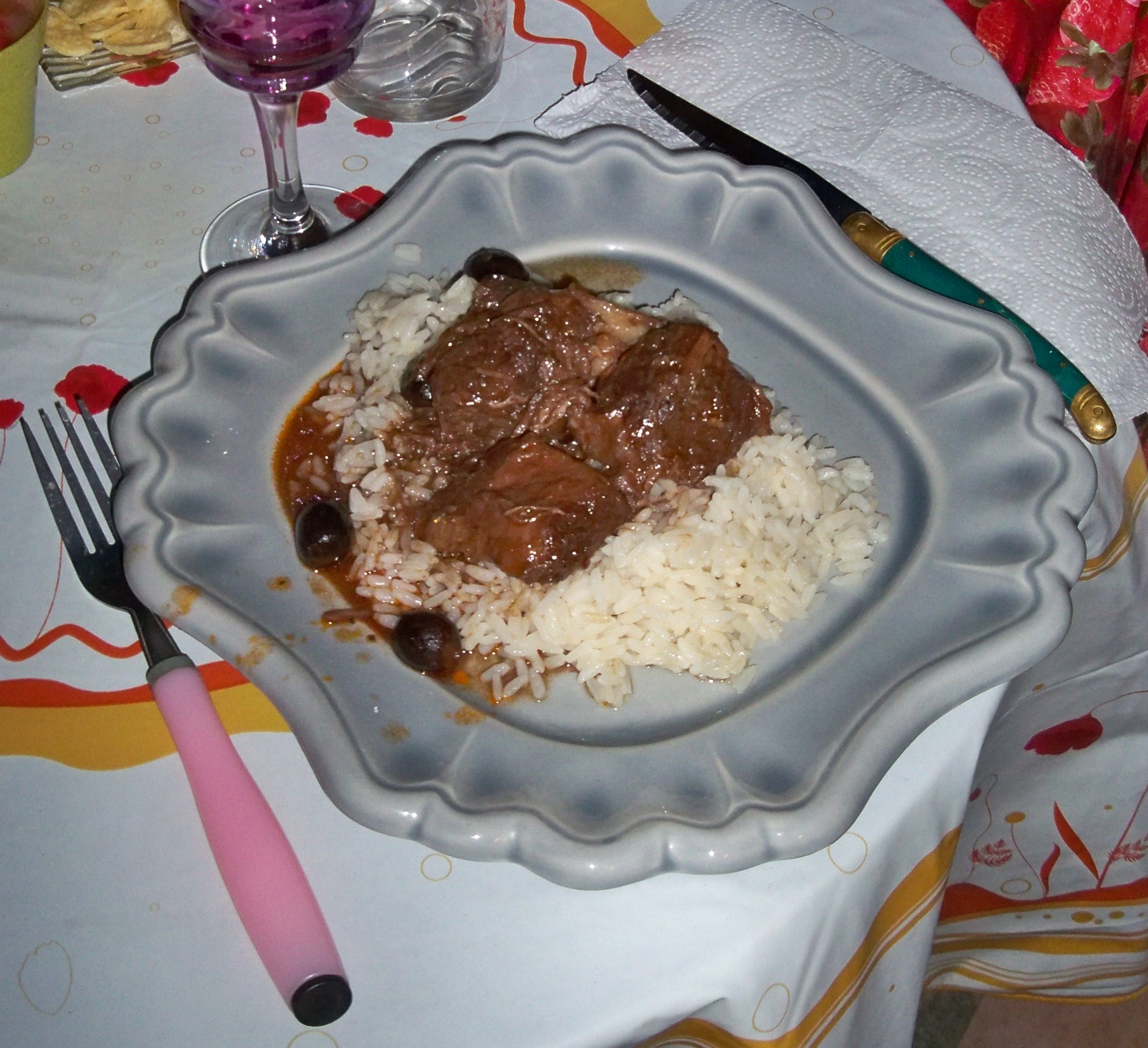
Gardianne de taureau

Le taureau de Camargue, ou raço de biou, est une AOC bouchère française. Les vaches de réforme, les génisses et les taurillons non retenus pour les courses camarguaises sont vendus pour la boucherie. Leur viande bénéficie d'une AOC depuis le décret du 8 décembre 1996. L'élevage se fait en liberté, avec une charge inférieur à une UGB (unité gros bovin) pour 1,5 hectare. Les animaux se nourrissent seuls dans la partie humide (inondable) du delta du Rhône entre avril et novembre. En hiver, ils sont déplacés dans une zone périphérique non inondable. Un complément composé de fourrage et de céréales issus de l'aire d'appellation peut être donné si nécessaire. L'abattage et la découpe doivent se faire dans la zone de production. La découpe pour la vente au détail peut se faire hors aire. Les génisses de moins de trente mois doivent avoir un poids de carcasse supérieur à 85 kilos. Pour les animaux plus âgés, la carcasse doit peser au moins 100 kilos. Les carcasses sont identifiées par un tampon. La viande se caractérise par un taux faible de graisse et une couleur rouge soutenue. Elle est savoureuse et parfumée. Elle présente des caractéristiques voisines du gibier. Tous les animaux ayant participé à des jeux taurins sont exclus.

## Produits de la mer

### Poissons

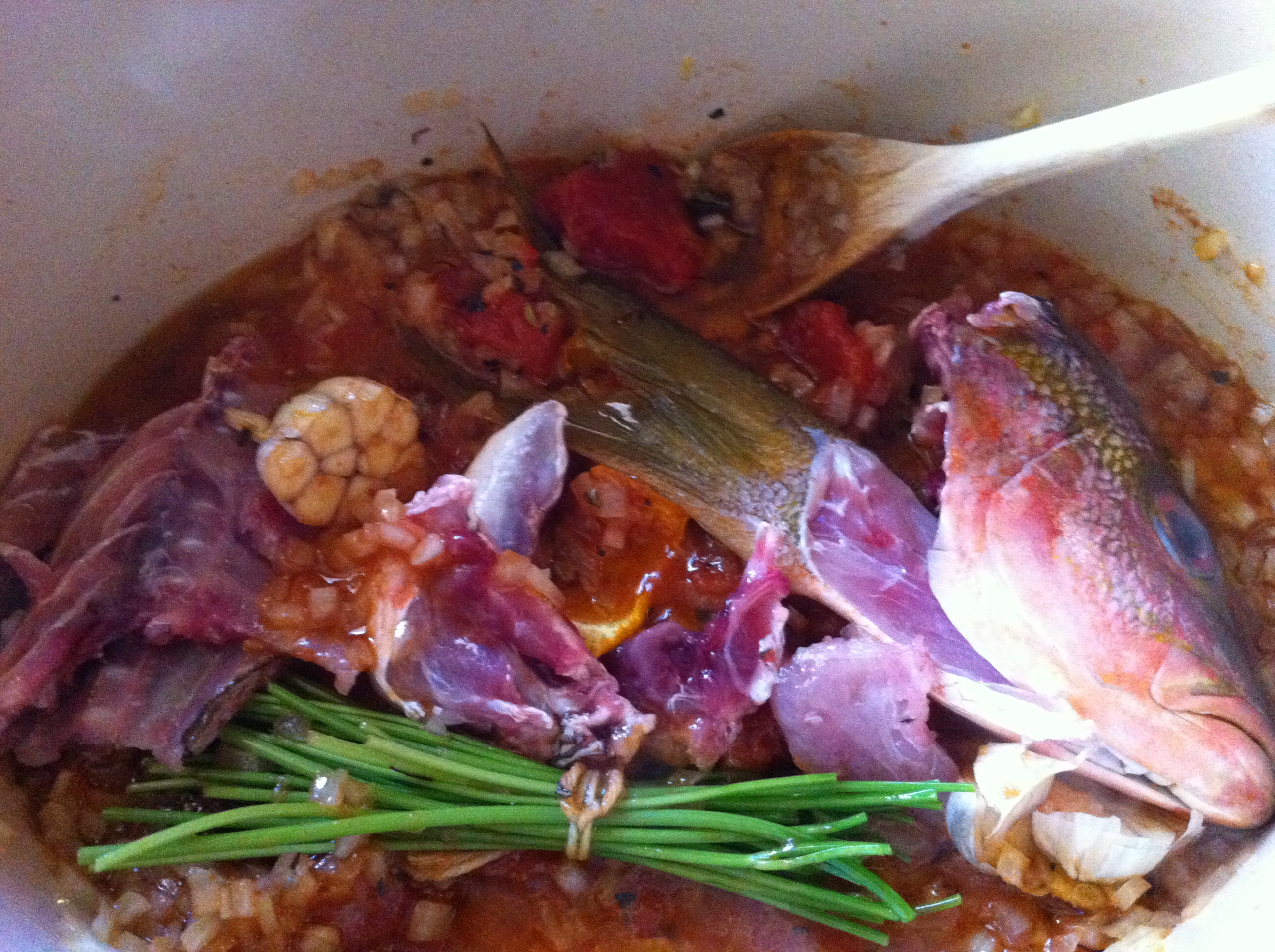
Soupe de poissons en cuisson

La pêche en Camargue est exercée par des professionnels tant en eau douce qu'en mer. Ils se divisent en deux groupes : les pêcheurs d'eau douce qui exercent soit dans le Rhône soit dans l'étang de Vaccarès, les inscrits maritimes qui pêchent en mer mais aussi dans la partie maritime du Rhône et dans les étangs dépendant de la Compagnie des salins du Midi.
Les pêcheurs du Rhône et du Vaccarès ramènent : loup, daurade, muge, anguille, alose sandre, brochet et silure. 
- Catigot d'anguilles

Les inscrits maritimes prennent principalement dans leurs filets : sole, raie, turbot, loup, daurade, muge, grondin, sar, congre, sardine et anchois.

### Coquillages

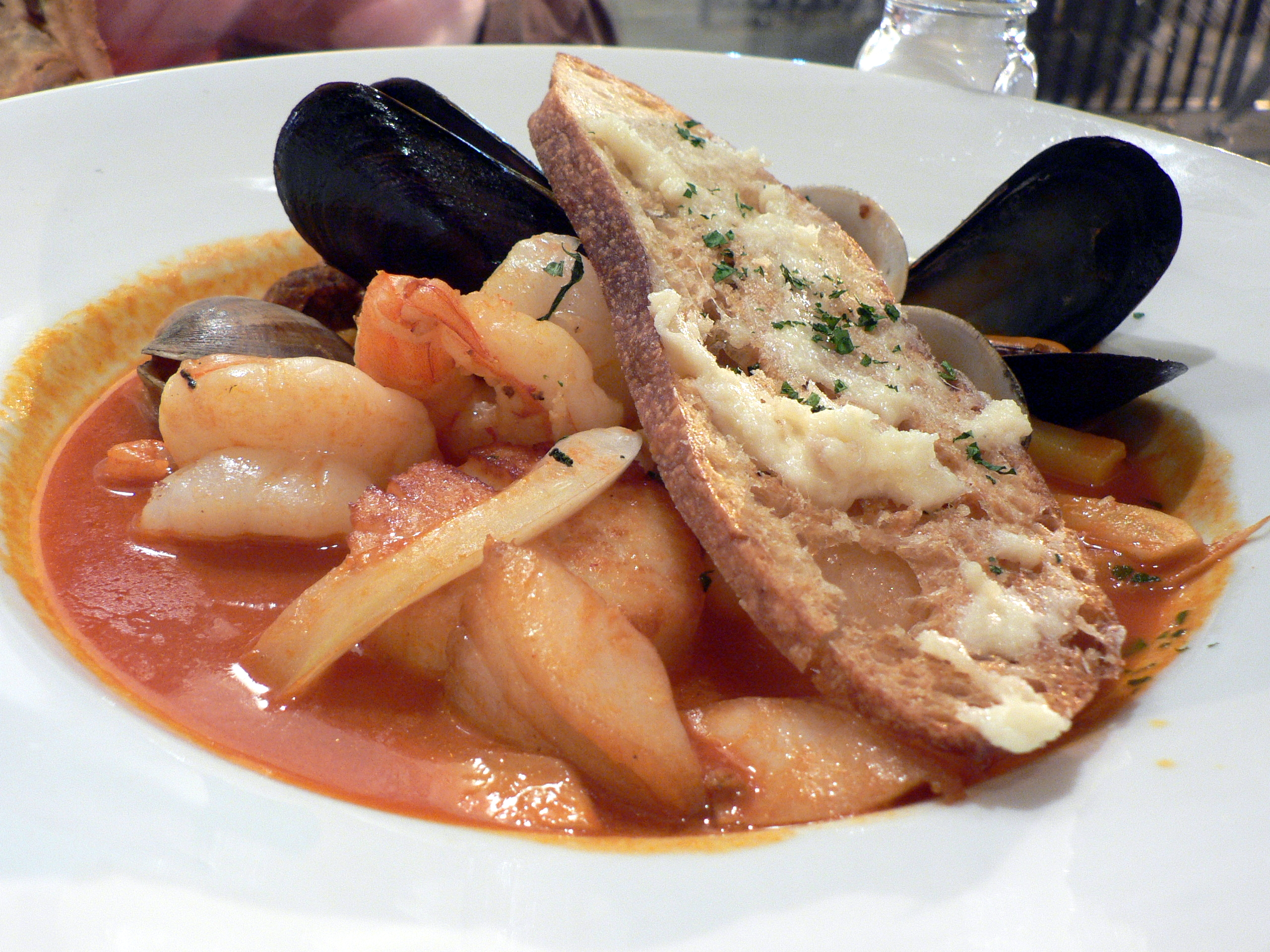
Soupe de coquillages

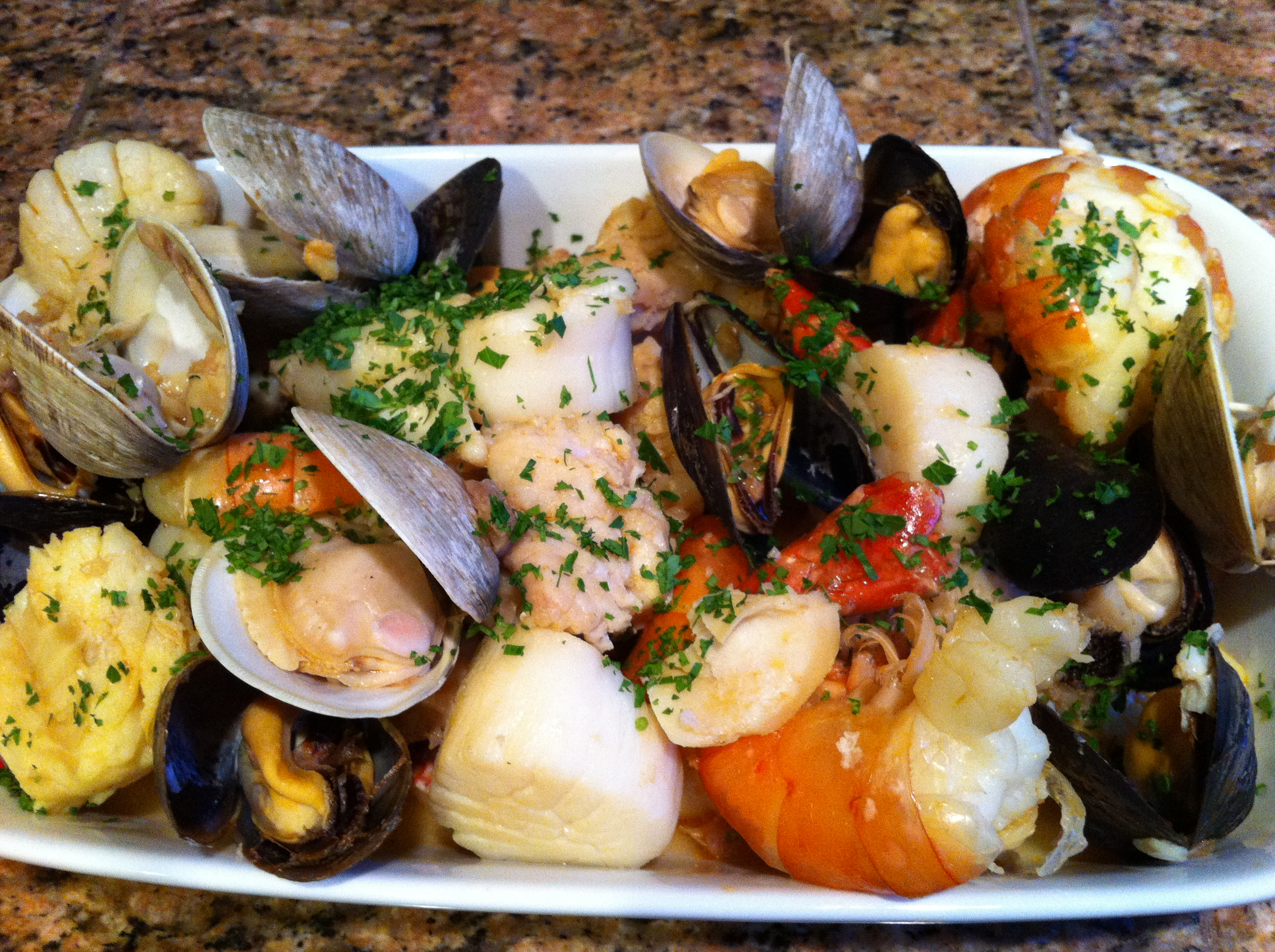
Salade de fruits de mer et de coquillages

En Camargue, la mytiliculture et l'ostréiculture sont implantées depuis des décennies et mettent en marchés des produits de haute qualité.
La première, Camargue coquillage, est en activité depuis mai 2000, elle est située à They-Saint-Antoine, sur la commune de Port-Saint-Louis. Cette société s'est spécialisée dans le commerce de détail de poissons, crustacés et mollusques en magasin spécialisé. La seconde, les Viviers de Carteau, elle aussi située sur la commune de Port-Saint-Louis, à l'embouchure du grand Rhône, est à la fois producteur et négociant. Elle propose une grande variété de coquillages achetés au quotidien aux artisans-pêcheurs locaux (huître de Camargue, palourde, escargot de mer, telline, praire, violet, oursin, coque etc.). Une troisième société est située à Port-de-Bouc, c'est le Comptoir des pêches qui commercialise poissons, crustacés et coquillages en gros

## Sauces

### Raïto
La raïto est une sauce provençale aux tomates, au vin rouge, aux olives et aux câpres. C'était une composante d'un des mets servis lors du traditionnel gros souper, la veille de Noël, la merlusso à la raïto. Outre la morue, cette sauce était servie essentiellement avec du poisson. À Martigues et en pays d'Arles, la raïto accompagnait le muge. Sa composition a beaucoup évolué depuis le XIXe siècle. Jean-Baptiste Reboul donne la recette de la raïto pour la morue à la provençale, telle qu'elle était réalisée dans le courant des années 1890. Elle était composée essentiellement d'oignons mis à roussir dans l'huile d'olive. Il y rajoutait ensuite du vin rouge coupé d'eau, de l'ail, du persil, du thym, du laurier, des câpres, du sel et du poivre. C'est seulement en fin de cuisson qu'il conseillait de mettre une seule cuillère de sauce tomate. La composition de cette sauce nécessite actuellement tomates, oignons, gousses d'ail, olives noires, câpres, huile d'olive, vin rouge corsé, clous de girofle, thym, romarin, estragon, persil, sel et poivre.

## Desserts

### Chichi frégi
Le chichi frégi est l'appellation provençale du chichi sur la côte méditerranéenne. Il fait l'objet de nombreuses recettes, généralement parfumé à l'huile d'olive et à la fleur d'oranger. Le chichi frégi se consomme dans la rue, en particulier à Toulon et à Marseille (village de L'Estaque), où chaque commerçant aime à s'en attribuer l'origine. On le trouve aussi sur les plages, les foires et les fêtes foraines.

### La fougasse d’Aigues-Mortes

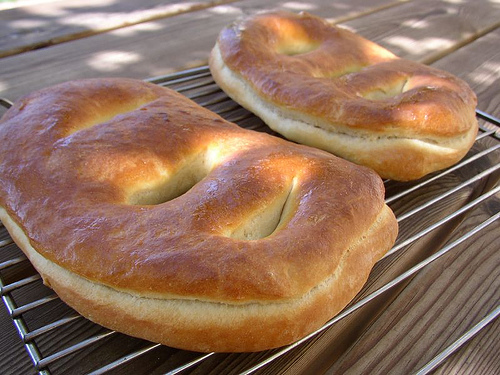
Fougasse d’Aigues-Mortes

La fougasse appartient aux premières pâtisseries à pâte levée. Elle peut être sucrée, ou salée (avec ou sans gratons). Traditionnellement, la confection de la fougasse au sucre, à Aigues-Mortes, était réservée à la période de Noël, puisqu'elle faisait partie des treize desserts. À base de pâte à brioche, sucre, beurre et fleur d'oranger, elle était fabriquée par le boulanger avec les ingrédients apportés par le client. À présent, la fougasse d'Aigues-Mortes se vend toute l'année.

## Fromages

### Tomme d'Arles
La tomme d'Arles est un fromage à pâte molle, fabriqué artisanalement, à base de lait de brebis dans des moules ronds, par une vingtaine de producteurs dont la plupart se situent dans les régions d'Avignon et de Nîmes.
Cette tomme, ronde au départ, prend lors de son affinage une forme rectangulaire, les fromages étant stockés côte à côte. Cette brique a alors 5 à 6 centimètres de côté et une épaisseur de 1,5 centimètre. Lors de sa commercialisation, elle est recouverte d'une feuille de laurier.
Autrefois conservée dans des toiles de jute, elle se consomme de nos jours fraîche ou séchée. Sa production est assez irrégulière puisqu'elle oscille entre une et deux tonnes par an.

### Tomme de Provence

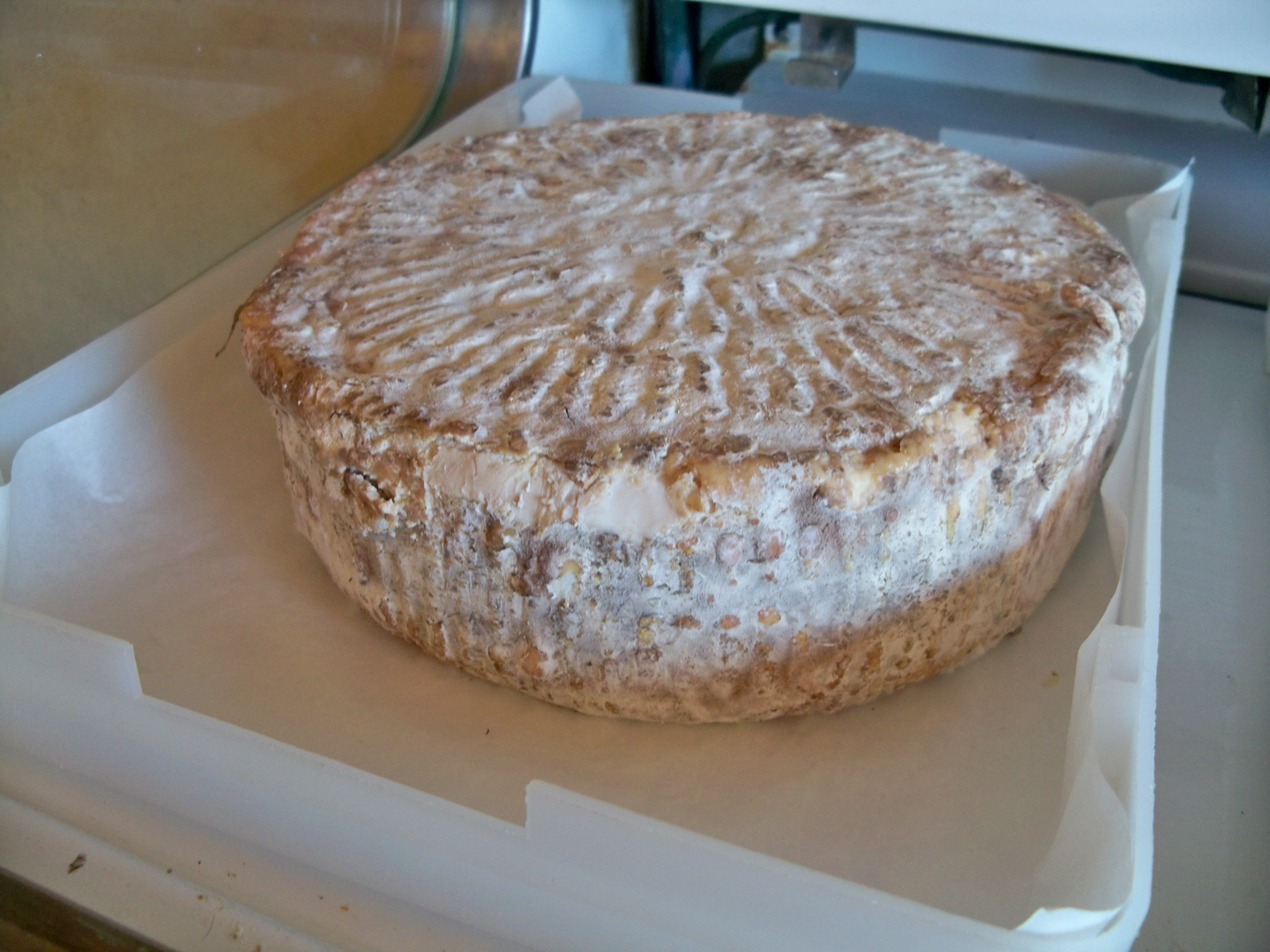
Tomme de Provence

La tomme de Provence, dite aussi tomme à l'ancienne, est un fromage à pâte molle et à croûte fleurie, dont la fabrication est traditionnelle dans toute la Provence. Élaborée uniquement à base de lait cru de chèvre, son histoire se perd dans la nuit des temps, puisqu'elle serait fabriquée, selon la même technique, depuis le Néolithique, comme l'attestent les antiques faisselles, retrouvées par les archéologues sur des sites où se pratiquait l'élevage caprin. Ces tommes, suivant les lieux de production, se présentent soit sous la forme d'un petit palet d’environ 6 à 7 cm de diamètre et de 1 à 2 cm de hauteur, ou d'un palet un peu plus grand de 8 cm de diamètre et de 2 à 3 cm de haut pour un poids de 100 g. En fonction du temps d'affinage, elles se présentent généralement avec une croûte fleurie, très fine, poudreuse et souple qui peut évoluer jusqu'à une couleur marron ou cendrée. La croûte recouvre une pâte blanche brillante, avec un léger arôme lactique, qui va de crémeuse à coulante,.

## Boissons

### Gambetta

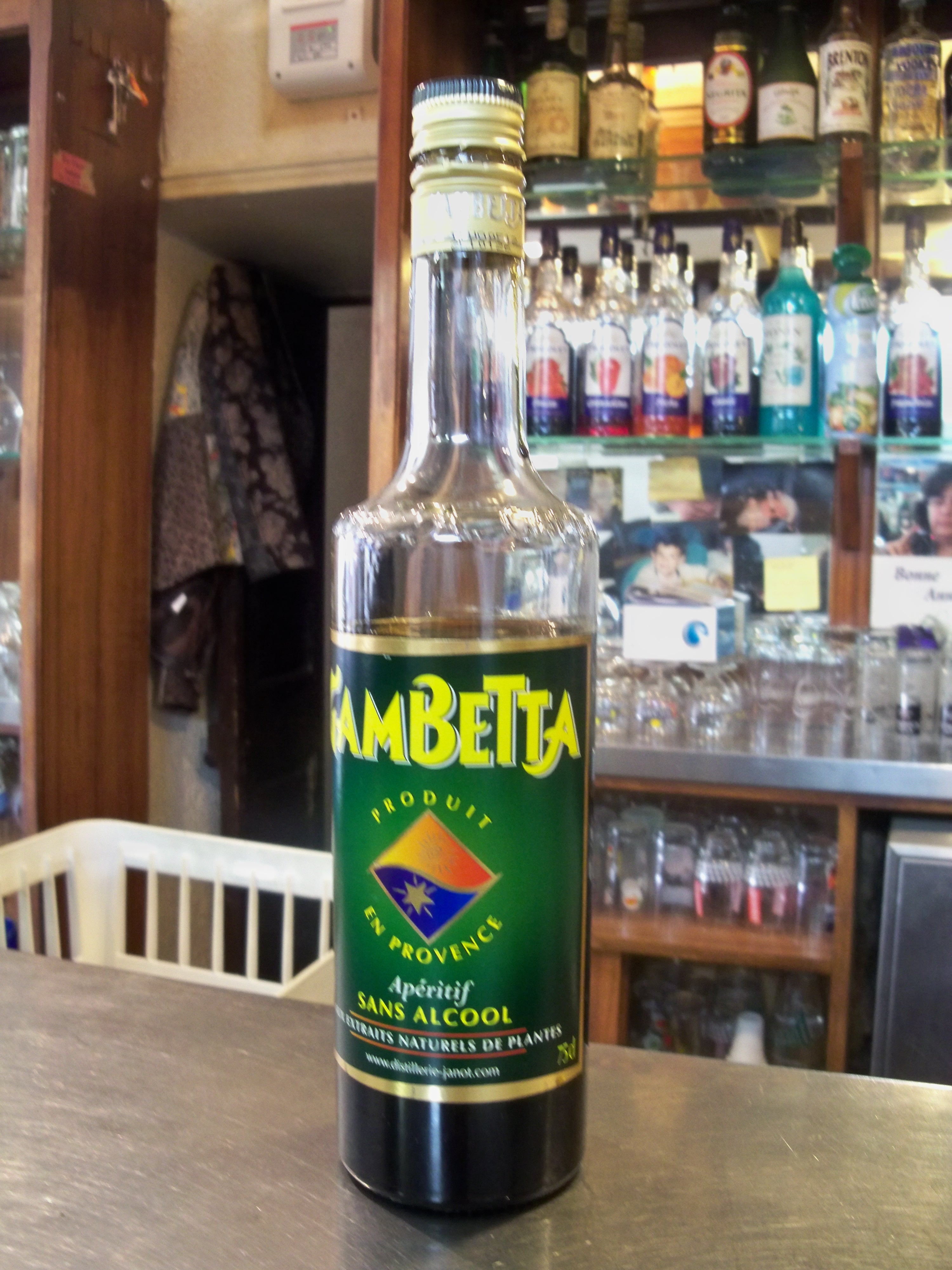
Une bouteille de Gambetta

Le gambetta est un sirop d'origine provençale ancienne, que l'on trouve principalement dans le sud de la France. Il est obtenu par macération de plantes, de fruits et d'écorces de plantes (une cinquantaine dont la mandarine, la gentiane) et additionné de caramel, sucre, acide citrique, sirop de glucose, sirop de fructose. Il se consomme allongé d'eau plate ou gazeuse, ou de limonade (Gambetta limonade), de bière (demi Gambetta) ou de lait. Le Gambetta est fabriqué par la distillerie Janot, à Aubagne. Plusieurs boissons sans alcool sont produites par la distillerie dont le Gambetta Classique et le Gambetta Bitter.

### Pastis

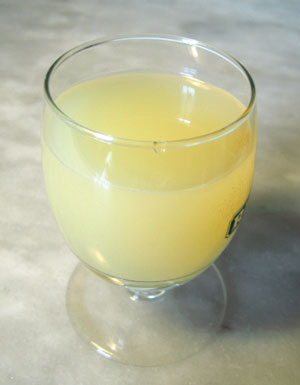
Un verre de pastis

Le pastis (de l'occitan provençal, pastís : « pâté » ou « mélange ») est le nom donné à des boissons alcoolisées parfumées à l'anis. Il est le résultat de la macération de plusieurs plantes : le fenouil et la réglisse. Le fenouil a été remplacé par la badiane chinoise, dont les fruits sont beaucoup plus riches en anéthol. Il se boit en apéritif, complété avec de l'eau. On ajoute généralement de cinq à sept volumes d'eau fraîche pour un volume de pastis. Mais libre à chacun de le boire plus ou moins léger, selon ses goûts et la température extérieure.
Lorsque l'on fait le mélange en versant l'eau, on passe alors d'une couleur ambrée assez transparente à un jaune trouble un peu laiteux. Ce trouble provient de la précipitation de l'anéthol, peu soluble dans l'eau ; si l'on attend quelques heures, le précipité disparaît. Ce phénomène apparaît aussi lors de la réfrigération du pastis pur, on dit alors que le pastis « paillette ».

### Marc de Provence
Le marc de Provence est une eau-de-vie obtenue par distillation de marc de raisin provenant exclusivement de l’aire géographique de Provence-Alpes-Côte d'Azur, ainsi que de deux départements de la région Rhône-Alpes. Il bénéficie depuis 1942 d'une appellation réglementée,.

## Vins

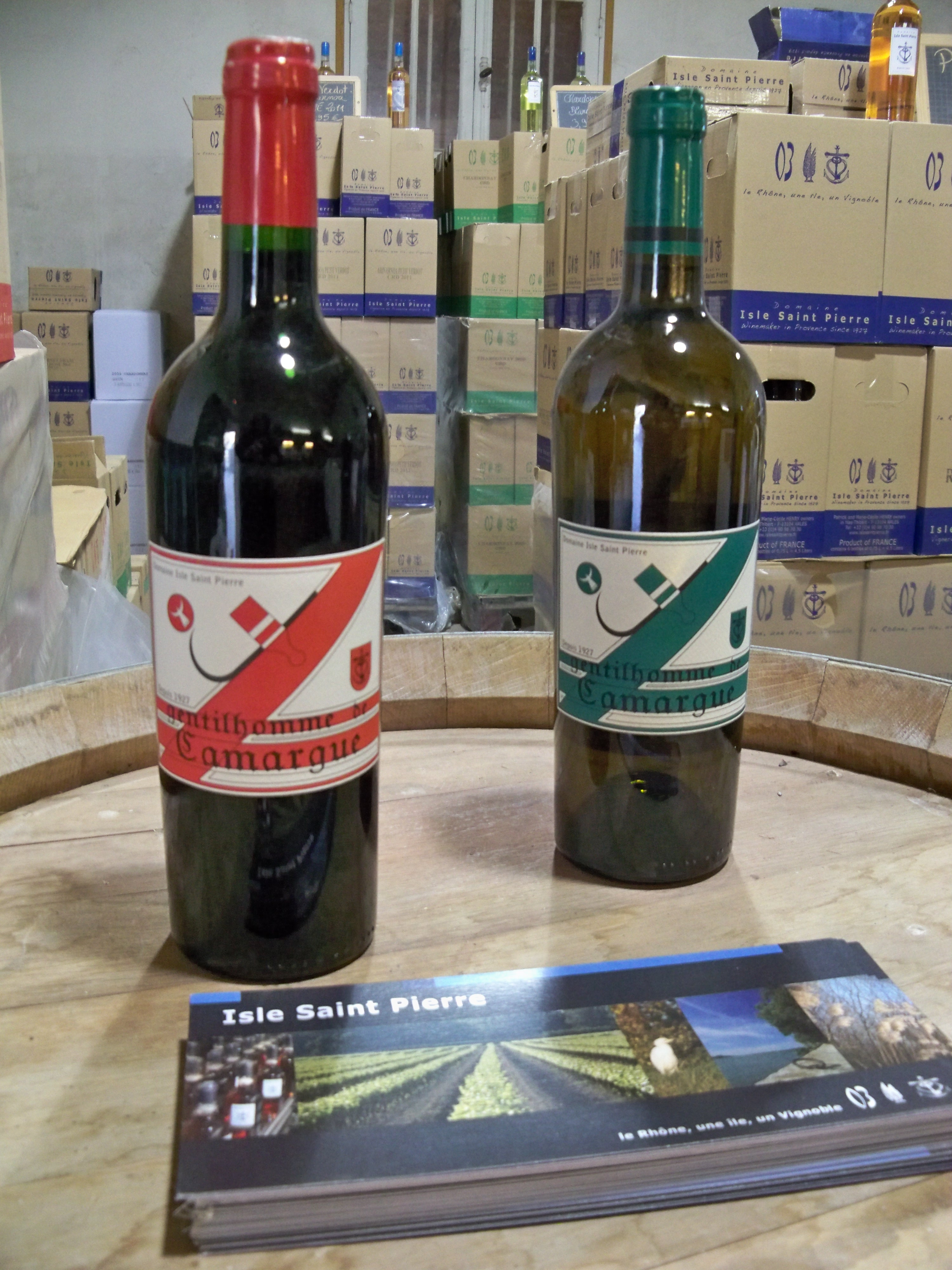
Vins de Camargue
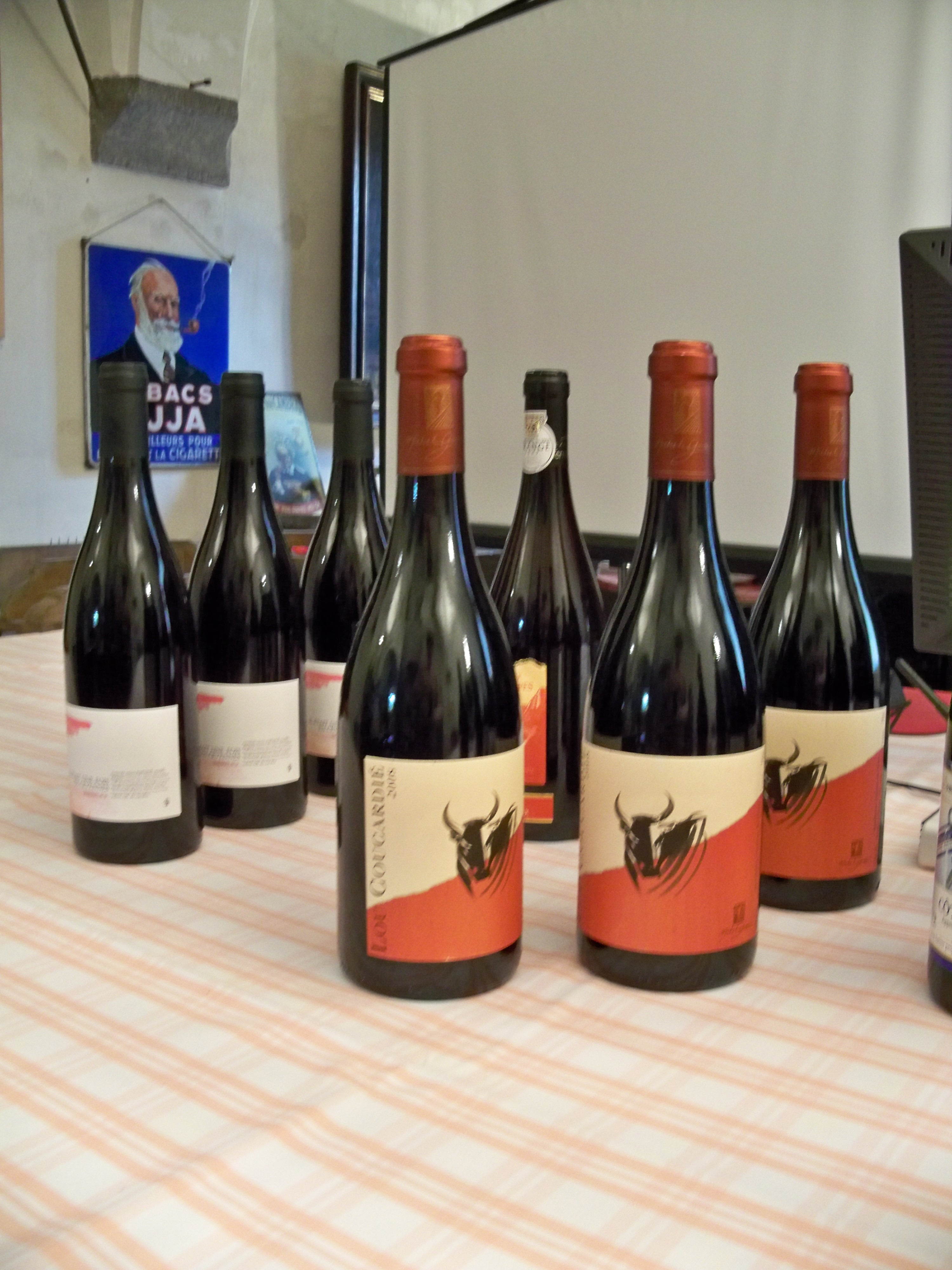
Costières-de-nîmes rouge
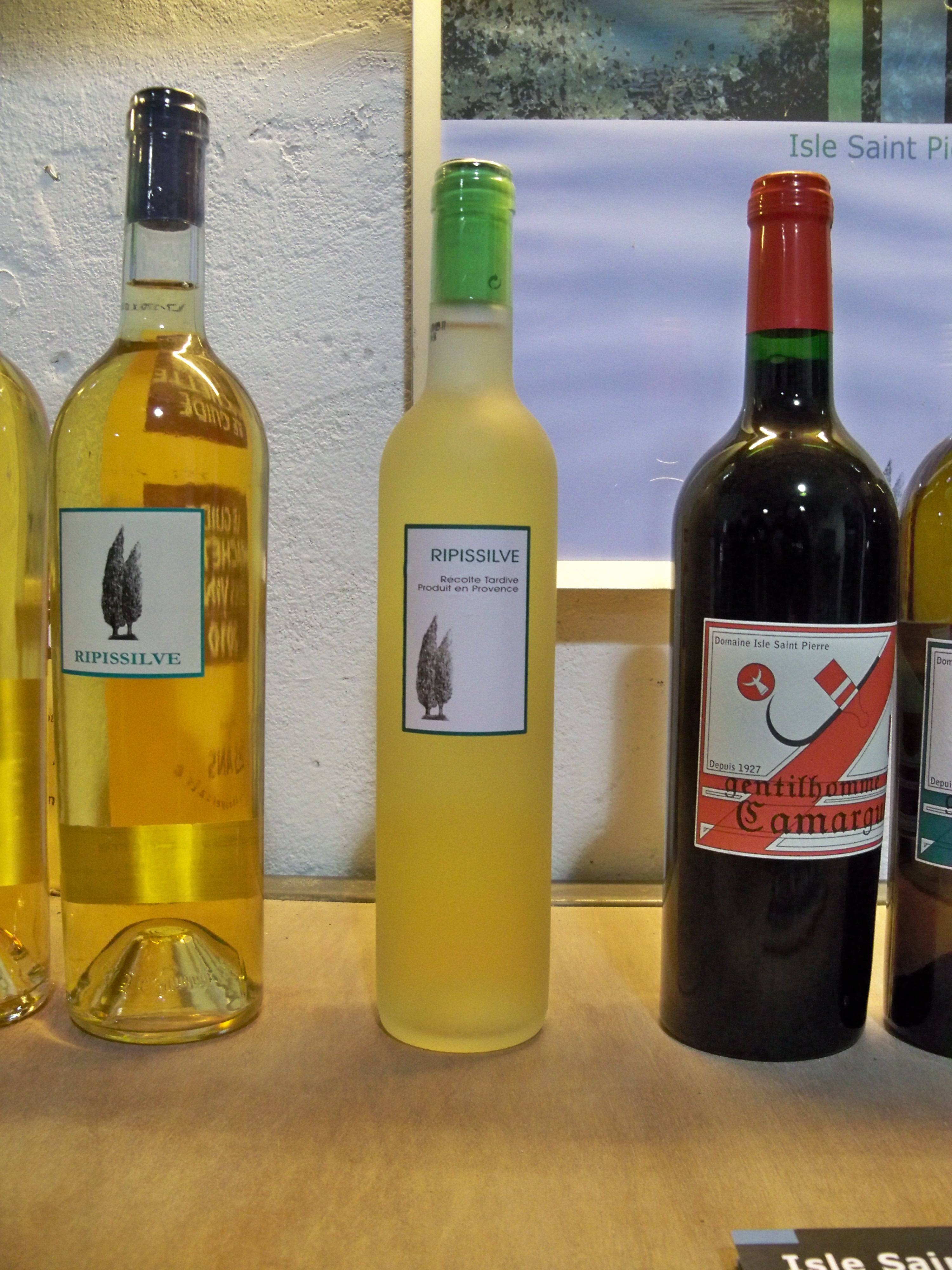
Vins de Camargue vendanges tardives

## Sel de Camargue

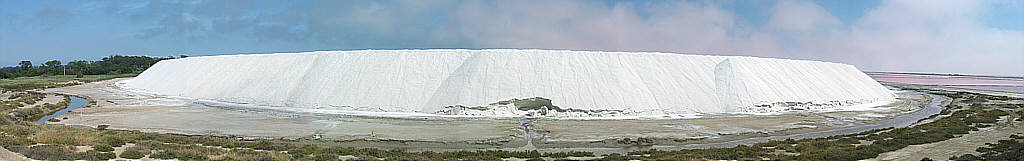
Camelles (collines) de sel aux Salins du Midi, à Aigues-Mortes (Arles)

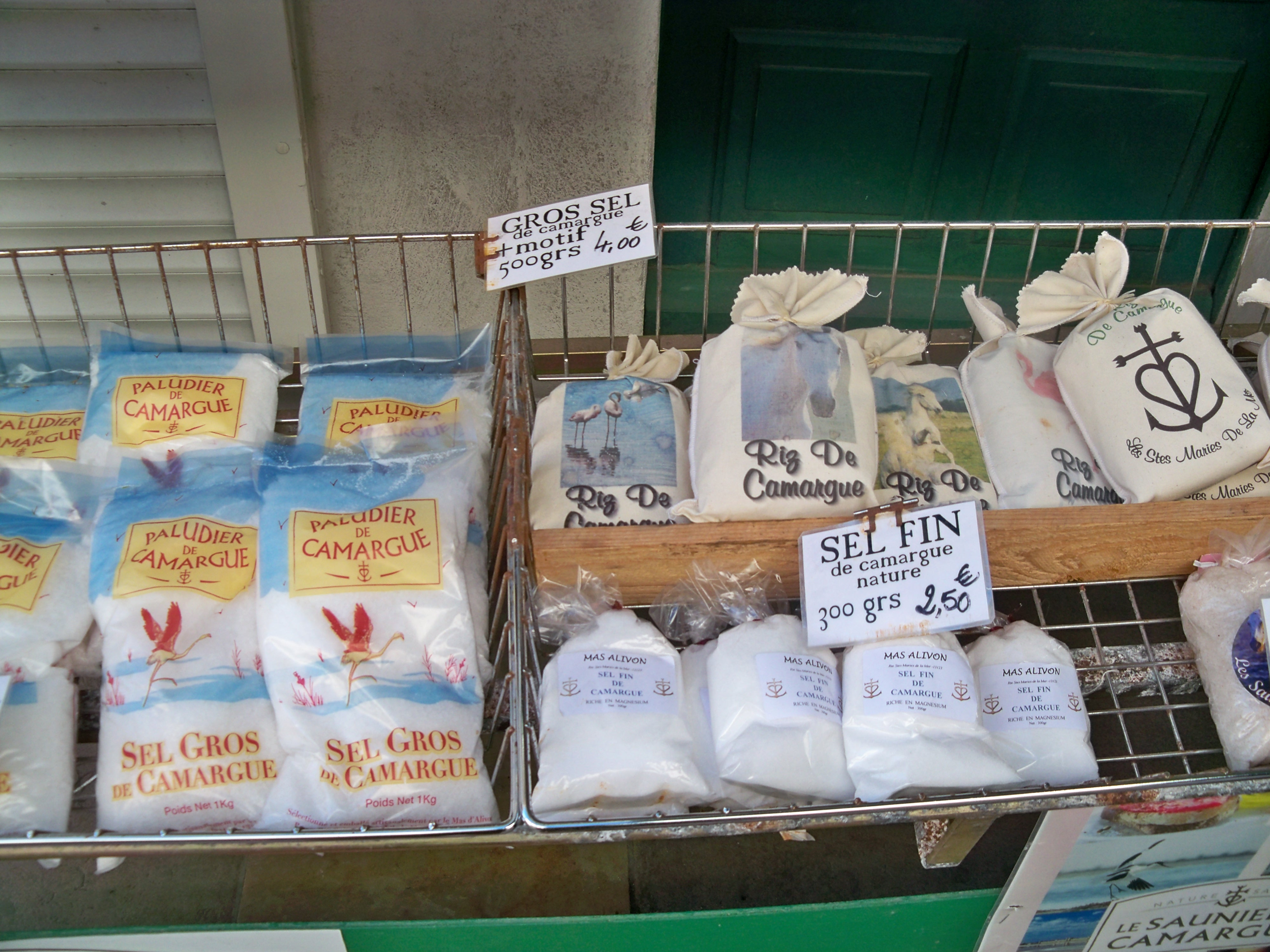
Sel et riz de Camargue

Les salines provençales et languedociennes sont exploitées depuis l'Antiquité, que ce soit en Camargue, à Hyères ou autour de l'étang de Berre. Au cours du Moyen Âge, l'abbaye Saint-Victor eut même des salins à Marseille, qui furent exploités jusqu'en 1518, échappant ainsi à la gabelle. 
Le sel de Camargue remontait le Rhône, celui de l'étang de Berre, la Durance et la production de Hyères partait vers Gênes et Pise, ainsi que dans l'arrière-pays par caravanes. 
Si les salins de Hyères ont cessé toute activité, les deux autres sites saliniers sont toujours en production. La Camargue, avec Salin-de-Giraud, produit 800 000 tonnes par an, dont 80 000 sont traitées à Aigues-Mortes, pour usage domestique. L'étang de Berre fournit 30 000 tonnes annuellement à l'industrie. C'était du sel de mer jusqu'en 1985. Depuis, c'est le sol des mines de Manosque qui approvisionne l'usine de traitement. L'ensemble de ces salins est exploité par la Compagnie des salins du Midi.